# 甄密
甄密（5世纪？—542年），字叔雍，中山郡毋极县（今河北省无极县）人，南北朝北魏至东魏的官员、军事人物。甄琛的堂弟。

## 生平
甄密性格廉洁谨慎，没有太多私欲，广泛涉猎经史。北魏太和年间，他担任奉朝请。甄密憎恶当时社会上人们贪婪地争夺名利的风气，曾创作批判这种现象的赋来表明自己的态度。后来，他在中山王元英麾下担任参军，元英在钟离之战中战败后，同乡苏良被梁军俘虏，甄密拿出私人财产将苏良赎回。苏良回国后想要偿还这笔费用，甄密却分文未受。甄密历任太尉铠曹，后转任国子博士。魏孝明帝末年，他担任通直散骑常侍、冠军将军。葛荣在河北作乱，裴衍、源子邕战败身亡后，甄密担任相州行台，镇守邺城。凭借成功守住邺城的功绩，他被魏孝庄帝封为安市县开国子。之后，他转任平东将军、光禄大夫，兼任廷尉少卿，不久又转任征东将军、金紫光禄大夫。魏孝静帝初年，甄密担任车骑将军、廷尉卿，后以车骑将军出任北徐州刺史。兴和四年（542年），甄密去世，被追赠骠骑将军、仪同三司、瀛州刺史，谥号靖。

## 子女
- 甄俭，甄密長子，字元恭，官至前将軍、太中大夫
- 甄賾，有才学，但早逝